# Marius Petipa

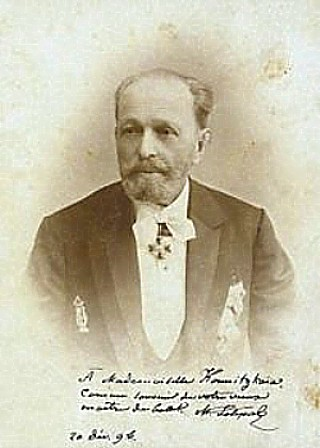
Marius Petipa (um 1890)

Marius Petipa (/mari'ʏs peti'pa/) (eigentlich: Victor Marius Alphonse Petipa; * 11. März 1818 in Marseille; † 1. Julijul. / 14. Juli 1910greg. in Hursuf auf der Krim) war ein französischer Balletttänzer und Choreograf, der einen großen Teil seines Lebens in Russland verbrachte. Er ist besonders wegen seiner Zusammenarbeit mit Komponisten wie Peter Tschaikowski, Léon Minkus, Alexander Glasunow und Riccardo Drigo bekannt. Er gilt als Vater des klassischen Balletts, indem er französische und italienische mit spanischen und russischen Einflüssen kombinierte.

## Leben

### Kindheit und Jugend
Marius Petipa wurde am 11. März 1818 um 9 Uhr morgens als drittes Kind des Choreografen und Ballettmeisters Jean-Antoine Petipa (1787–1855) und der Schauspielerin Victorine Grasseau-Maurel (1794–1860) in Marseille geboren. Er hatte fünf Geschwister: Joseph Lucien (1815–1898) – der ebenfalls ein sehr erfolgreicher Tänzer wurde –, Elisabeth Marianne (* 1816), Jean Claude Tonnerre (1820–1873), Aimée Victorine Anne (1824–1905) und Adélaïde Antoinette (* 1826).
Ein Jahr nach seiner Geburt übersiedelten seine Eltern nach Brüssel, wo er mit fünf Jahren, am 19. März 1823, seinen ersten Bühnenauftritt als kleiner Cupido hatte, in der Inszenierung seines Vaters von Pierre Gardels Ballett Psyché et l’Amour.
Mit sieben Jahren begann er unter der Anleitung seines Vaters zu tanzen und hatte am 25. August 1826 im Alter von acht Jahren sein Debüt als Tänzer in der Rolle des Savoyer in Gardels La Dansomanie, wiederum in der Inszenierung seines Vaters. Daneben erhielt er eine allgemeine Erziehung am Grand College von Brüssel und lernte am Conservatoire das Spiel der Violine.
1834 zog die Familie nach Bordeaux. Hier erhielt er eine gezielte Ballettausbildung durch den Ballettmeister Auguste Vestris. Diese setzte er in den folgenden Jahren, auch nach verschiedenen Ortswechseln, fort.

### Erste Engagements

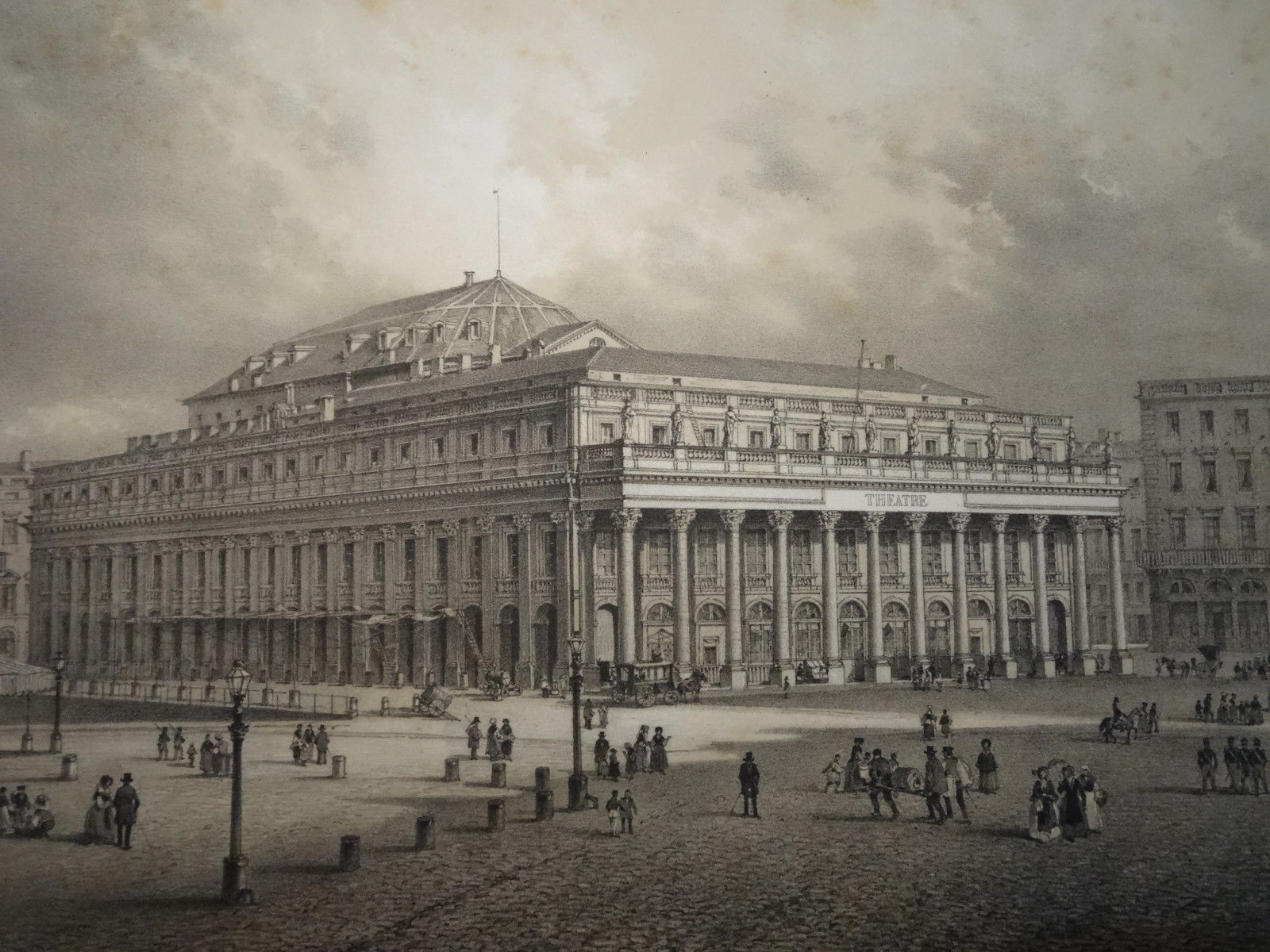
Das Grand Théâtre de Bordeaux (um 1850)

Im Jahre 1839 wurde er Premier Danseur (Haupttänzer) am Theater in Nantes. In seinen Memoiren behauptete Marius Petipa später, dass er seinen Vater in der Folge auf eine Tournee in die USA begleitet habe und im Theater am Broadway in La Tarantule aufgetreten sei. Nach neueren Forschungen ist er jedoch gar nicht mitgereist, sondern wirkte bis 1842 in Nantes. Wahrscheinlich Anfang 1840 brach er sich das Bein oder zog sich zumindest eine Verletzung zu, weshalb er eine Zeitlang nicht tanzen konnte; etwa um diese Zeit schuf er seine ersten Choreografien, von denen jedoch wenig bis nichts erhalten oder nachzuweisen ist. Zu einem nicht genau bekannten Zeitpunkt reiste er für einige Monate nach Paris und nahm dort Unterricht bei dem berühmten Auguste Vestris. In Paris wirkten er und sein Bruder Lucien neben Carlotta Grisi am 27. Oktober 1842 bei einer Benefiz-Aufführung zugunsten der Schauspielerin Lucinde Paradol an der Comédie-Française mit.
1843 ging er ans Grand Théâtre von Bordeaux, wo er zunächst als erster Tänzer in Giselle die Rolle des Albrecht  übernahm. Aufgrund relativ negativer Kritiken wurde er jedoch schon nach drei Aufführungen zum Deuxième Danseur  („zweiter Tänzer“) heruntergestuft. Bereits hier tanzte er neben Rollen in romantischen Balletten wie La Sylphide, La Fille mal gardée, La Tyrolienne oder Nathalie ou la laitière suisse auch in spanischen Tänzen wie Cachucha, Bolera oder Jota aragonesa. Obwohl sein Engagement in Bordeaux nur 11 Monate dauerte, da das Theater am 13. Mai 1844 den Bankrott erklären musste, behauptete Petipa später, er habe während dieser Zeit Choreografien zu vier Balletten kreiert – was sich nicht nachweisen lässt.

### Spanien

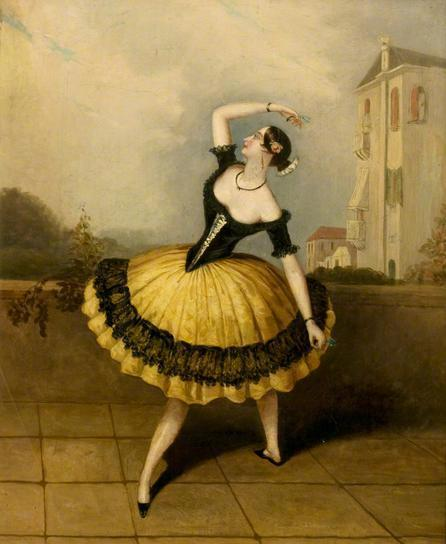
Marie Guy-Stéphan in einem spanischen Tanz, um 1845

Petipa ging nun nach Madrid und wurde erster Tänzer am dortigen Teatro del Circo, anfangs unter der Leitung von Jean Baptiste Barrez, ab 1845 dann unter seinem eigenen Vater Jean-Antoine Petipa. Als Partner der berühmten französischen Ballerina Marie Guy-Stéphan hatte er Erfolg in den männlichen Hauptrollen von Balletten wie Giselle, Jean Corallis La Tarentule, Joseph Maziliers Le Diable amoureux, und besonders in Perrots La Esmeralda und Ondine. Im Frühling 1846 folgten Petipa und Guy-Stéphan einer Einladung von Fernando Millet, dem Impresario des Teatro Principal von Sevilla, und machten zusammen mit Millets Compagnie eine Andalusien-Tournee, die sie unter anderem nach Cádiz, Málaga und Granada führte.  In Sanlúcar de Barrameda erlebten sie bei einem jährlichen Festival hautnah nicht nur Stierkämpfe mit Toreros mit, sondern auch echte spanische Volkstänze. Erlebnisse wie diese prägten Petipa für sein Leben und begründeten seine Liebe zur spanischen Musik und traditionellen Tänzen.  Sein Aufenthalt kam jedoch 1847 zu einem dramatischen Ende: Er hatte sich in Carmen Mendoza y Castro, die Tochter einer spanischen Marquesa verliebt, deren Familie jedoch über diese unstandesgemäße Verbindung überhaupt nicht erfreut war und konsequente Schritte zu ihrer Unterbindung unternahm. Schließlich versuchte das Paar gemeinsam zuerst nach England, und von da nach Frankreich zu fliehen. Sie wurden jedoch am 13. März 1847 in der Nähe von Rouen von der Polizei aufgespürt, Carmen musste nach Spanien zurück und Petipa zu seiner Familie nach Paris.

### Russland
Offenbar durch Vermittlung seines Bruders Lucien, der eine große Karriere in Paris machte, erhielt Marius eine Stelle als Premier Danseur am Kaiserlichen Theater von Sankt Petersburg, wo er am 30. Maijul. / 9. Juni 1847greg. eintraf, gefolgt von seinem Vater Jean Petipa im Oktober desselben Jahres. Sein erfolgreiches Debüt hatte Marius Petipa am 26. Septemberjul. / 8. Oktober 1847greg. als Lucien d’Hervilly in der russischen Premiere von Paquita, dabei war er auch bereits in die Produktion involviert. Noch im selben Jahr tanzte er außerdem die männlichen Hauptrollen in Le Diable amoureux, La Péri und Giselle.

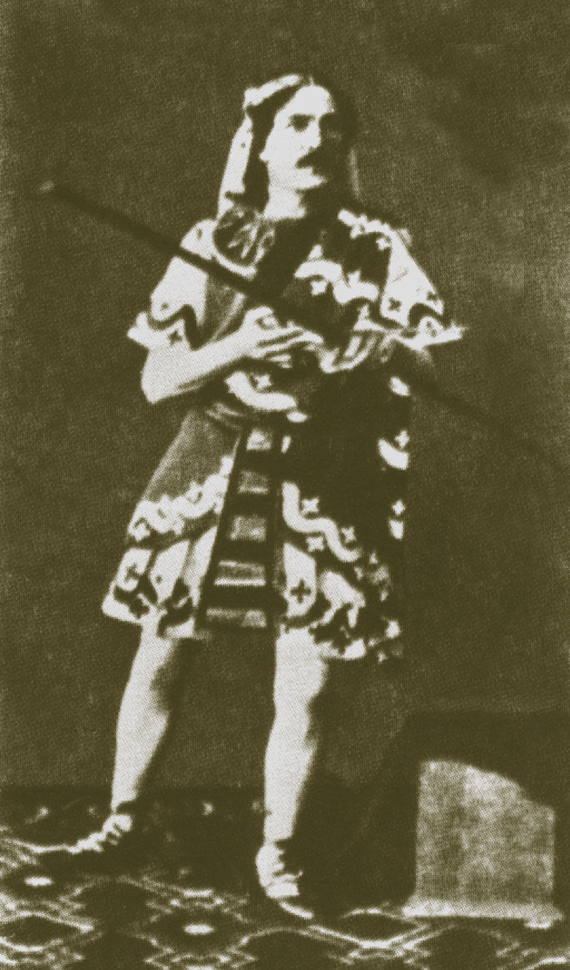
Marius Petipa in La Fille du Pharaon, 1862

Obwohl er die russische Sprache bei seinem über sechzigjährigen Aufenthalt nie ausreichend beherrschen lernte, erlebte er dort mit dem kaiserlichen Ballett zunächst am Bolshoi Kamenny Theater und später (ab 1885) am Mariinski-Theater seine größten Erfolge.
Von 1849 bis 1858 arbeitete er mit Jules Perrot zusammen, der während dieser Jahre die Stelle des Ballettmeisters innehatte. Dabei war Petipa neben seiner Tätigkeit als Tänzer auch an Choreografien beteiligt, unter anderem für Tanzeinlagen in Opern wie 1849 für die Flotow-Oper Alessandro Stradella, aber auch bei Wiederaufführungen älterer Ballette wie Giselle (1850) und Le Corsaire (1858). Marius Petipas erstes komplett eigenes Ballett war das 1855 uraufgeführte Divertissement L’Étoile de Grenade („Der Stern von Granada“) mit Musik von Cesare Pugni, der als offizieller Ballettkomponist der Kaiserlichen Theater bis 1869 auch die Musik zu Petipas folgenden Ballett-Kreationen komponierte. Zu seinen frühen Choreographien gehörte auch Le Marché des parisiens (1859), welches das erste Ballett Petipas war, das außerhalb Russlands bekannt wurde: Er überarbeitete es 1861 für Aufführungen in Paris unter dem neuen Titel Le Marché des Innocents und führte es 1863 auch auf Tourneen in Berlin und Riga auf, als Zugpferd für seine erste Frau, die Ballerina Maria Surowschtschikowa-Petipa (siehe unten).

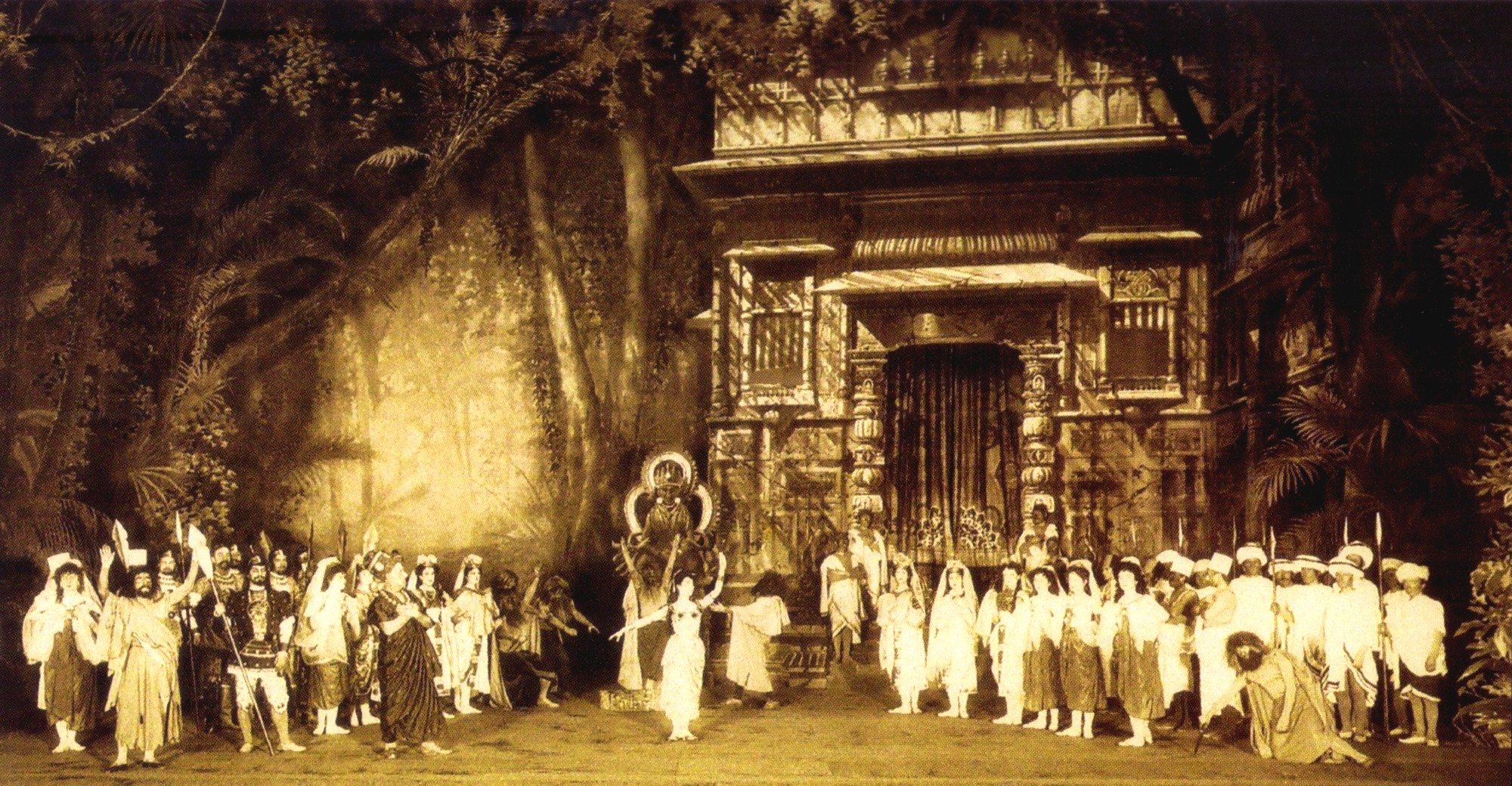
Szenenbild aus La Bayadère (Revision 1900)

Als Perrot 1858 Russland verließ, wurde Arthur Saint-Léon dessen Nachfolger als Premier Maître de Ballet (erster Ballettmeister), mit dem es zu einer jahrelangen künstlerischen Rivalität kam. Dabei fungierte Petipa, trotz seiner regelmäßig herausgebrachten eigenen Ballett-Choreografien, bis 1862 offiziell „nur“ als Premier Danseur. Erst sein überaus erfolgreiches Ballett La Fille du Pharaon („Die Tochter des Pharao“, 1862) markierte einen Wendepunkt in seiner Karriere: Nun bot man ihm die Stelle des zweiten Ballettmeisters an, und es war das letzte Ballett, in dem der mittlerweile 44-jährige selber als Tänzer auftrat.
Nachdem Saint-Léon 1870 Sankt Petersburg endgültig verlassen hatte, wurde Petipa am
29. Februarjul. / 12. März 1871greg. in Anerkennung seiner Verdienste zum Premier Maître de Ballet der Kaiserlichen Theater ernannt.
Zwischen 1869 und 1886 arbeitete Petipa mit Léon Minkus zusammen, der Pugnis Nachfolger als Ballettkomponist der Kaiserlichen Theater war. Ihre erste Zusammenarbeit war das heute noch (in veränderter Form) berühmte Ballett Don Quixote (1869), wo Petipa seine Vorliebe für spanische Tänze ausleben konnte – die Uraufführung fand ausnahmsweise in Moskau statt, am Bolschoi-Theater. Als ihr gemeinsames Meisterwerk gilt La Bayadère (1877), mit seinem in Indien angesiedelten exotischen Flair und der berühmten Schattenszene. Die Titelrolle schuf er für die bedeutende russische Ballerina Jekaterina Wasem, die zu dieser Zeit seine Lieblingstänzerin war.

### Die späten Jahre

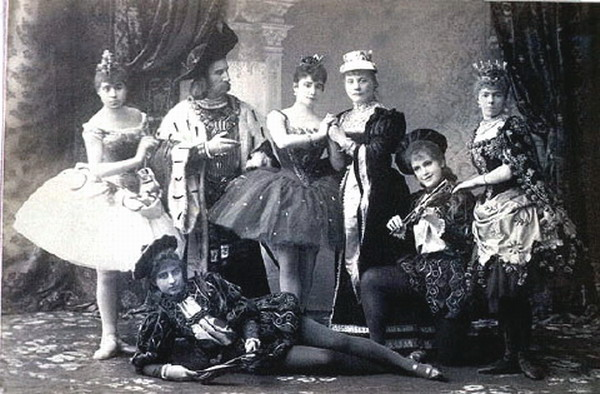
Die Original-Besetzung von Dornröschen, 1890, mit Carlotta Brianza (3. v. l.) als Aurore.

Nach Minkus’ Pensionierung arbeitete Marius Petipa mit verschiedenen Komponisten zusammen, die oft nicht mehr auf Ballettmusik spezialisiert waren (wie Pugni und Minkus), sondern oft auch symphonische Musik und Opern komponierten. Seine späten Ballette sind daher rein musikalisch oft üppiger und raffinierter orchestriert und auch harmonisch von der Spätromantik und dem Impressionismus beeinflusst. In dieser Schaffensphase entstanden einige seiner berühmtesten Meisterwerke, wie vor allem in Zusammenarbeit mit Tschaikovski das 1890 uraufgeführte Ballett Dornröschen. Dagegen sind die beiden anderen Tschaikowski-Ballette keine reinen Petipa-Choreografien: Im Falle von Der Nussknacker (1892) ist nicht bekannt, wie groß Petipas Anteil am Endergebnis war, da er wegen des Todes seiner 15-jährigen Tochter Evgenia (am 14. Augustjul. / 26. August 1892greg.) in Trauer verfiel, krank wurde und die Einstudierung Lev Ivanov und dem Tänzer Enrico Cecchetti überließ. Die Choreografie zur revidierten Version von Schwanensee von 1895 war eine Gemeinschaftsarbeit von Petipa und Lev Ivanov, wobei die Schwanenszenen von Ivanov ersonnen wurden.
In derselben Phase entstanden auch mehrere heute weniger bekannte, aber zauberhafte Ballette mit Musik von Riccardo Drigo, wie Le Talisman (1889), Le Réveil de Flore (1894) und Harlequinade (1900). 1898 folgte Raymonda zur Musik von Glasunow.

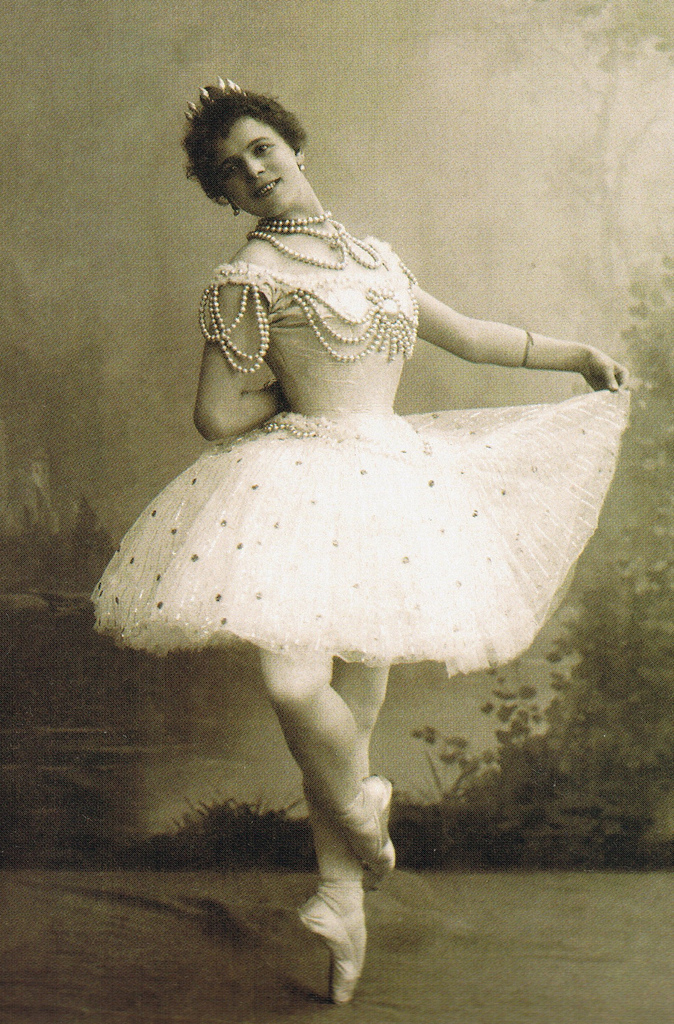
Pierina Legnani in Petipas La Perle, 1896

Die späten Jahre von Petipas Tätigkeit, ab den 1880er Jahren, gelten nicht nur wegen der niveauvollen und fantasievollen musikalischen Umsetzung der Choreografien als „Goldenes Zeitalter“ des Klassischen Balletts. Zu dieser Zeit arbeitete Petipa auch mit verschiedenen italienischen Tänzerinnen und Tänzern wie Virginia Zucchi, Carlotta Brianza, Pierina Legnani,  Elena Cornalba, Emma Bessone und Enrico Cecchetti zusammen, die ein für ihre Zeit ungewöhnlich hohes akrobatisch-technisches Niveau und meist auch bedeutende schauspielerische Fähigkeiten ins Ballett einbrachten und einen bedeutenden Einfluss auf die Entwicklung des russischen Balletts und russischer Tänzer wie Mathilda Kschessinskaja, Olga Preobraschenskaja, Anna Pawlowa, Nikolai und Sergei Legat sowie Waslaw Nijinski ausübten.
Insgesamt inszenierte Marius Petipa in Russland mehr als 60 Ballette, von denen viele seinerzeit erfolgreich waren, wenn auch die meisten heute vergessen sind. Neben seinen ureigensten Schöpfungen brachte er auch viele Werke anderer, meist älterer Choreografen auf die Bühne, die er gemeinsam mit Pugni, Minkus oder Drigo überarbeitete und um neue Nummern ergänzte und die heutzutage oft in „seiner“ Version überlebt haben, beispielsweise Giselle, La Esmeralda oder Le Corsaire.
Ab 1903 begann eine „Entmachtung“ Petipas in St. Petersburg. Der neu ernannte Theater-Direktor Vladimir Telyakovski untergrub seine Arbeit, wo er nur konnte. Der mittlerweile über 80-jährige Petipa ließ sich zunächst nicht einschüchtern, doch es war ein harter Schlag für ihn, als Telyakovski die Uraufführung seines Balletts La Romance du bouton de rose et du papillon („Die Romanze der Rosenknospe und des Schmetterlings“, Musik: Drigo) zwei Wochen vor dem geplanten Termin am 23. Januarjul. / 5. Februar 1904greg. einfach verbot – mit der fadenscheinigen Begründung des Ausbruchs des Russisch-Japanischen Krieges. Dieses letzte Werk von Petipa und Riccardo Drigo wurde daher nie aufgeführt. 1907 zog sich Petipa mit seiner Familie nach Hursuf auf der Krim zurück, schrieb seine Memoiren (1906/07) und gab seine Tagebücher heraus.

### Privatleben

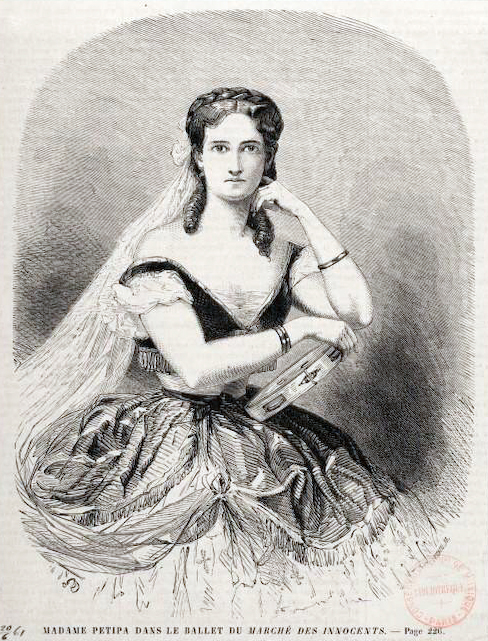
Maria Petipa in Marché des Innocents, Paris, 1861

Die russischen Jahre von Petipa waren auch gekennzeichnet durch ein bewegtes Privat- und Familienleben. 1847 hatte er eine uneheliche Beziehung mit der Tänzerin Marie Thérèse Bourdin († 1855), aus der sein erster Sohn Marius Mariussowitsch Petipa (1850–1919) hervorging, welcher Schauspieler wurde.
Im Juli 1854 schloss Petipa die Ehe mit der jungen Tänzerin Maria Sergejewna Surowschtschikowa (gen. Maria Petipa; 1836–1882), für die er die weiblichen Hauptrollen seiner frühen Ballette schuf. Die Ehe ging jedoch in die Brüche, das Paar trennte sich 1867, konnte sich aufgrund der damaligen Gesetzeslage aber nicht scheiden lassen. Aus dieser ersten Ehe gingen seine Tochter Marie Mariussowna Petipa (1857–1930) und der jung verstorbene zweite Sohn Jean Mariussowitsch Petipa (1859–um 1880 (?)) hervor. Marie wurde eine bekannte Tänzerin und trat in vielen späteren Balletten ihres Vaters auf, allerdings nicht als Primaballerina.

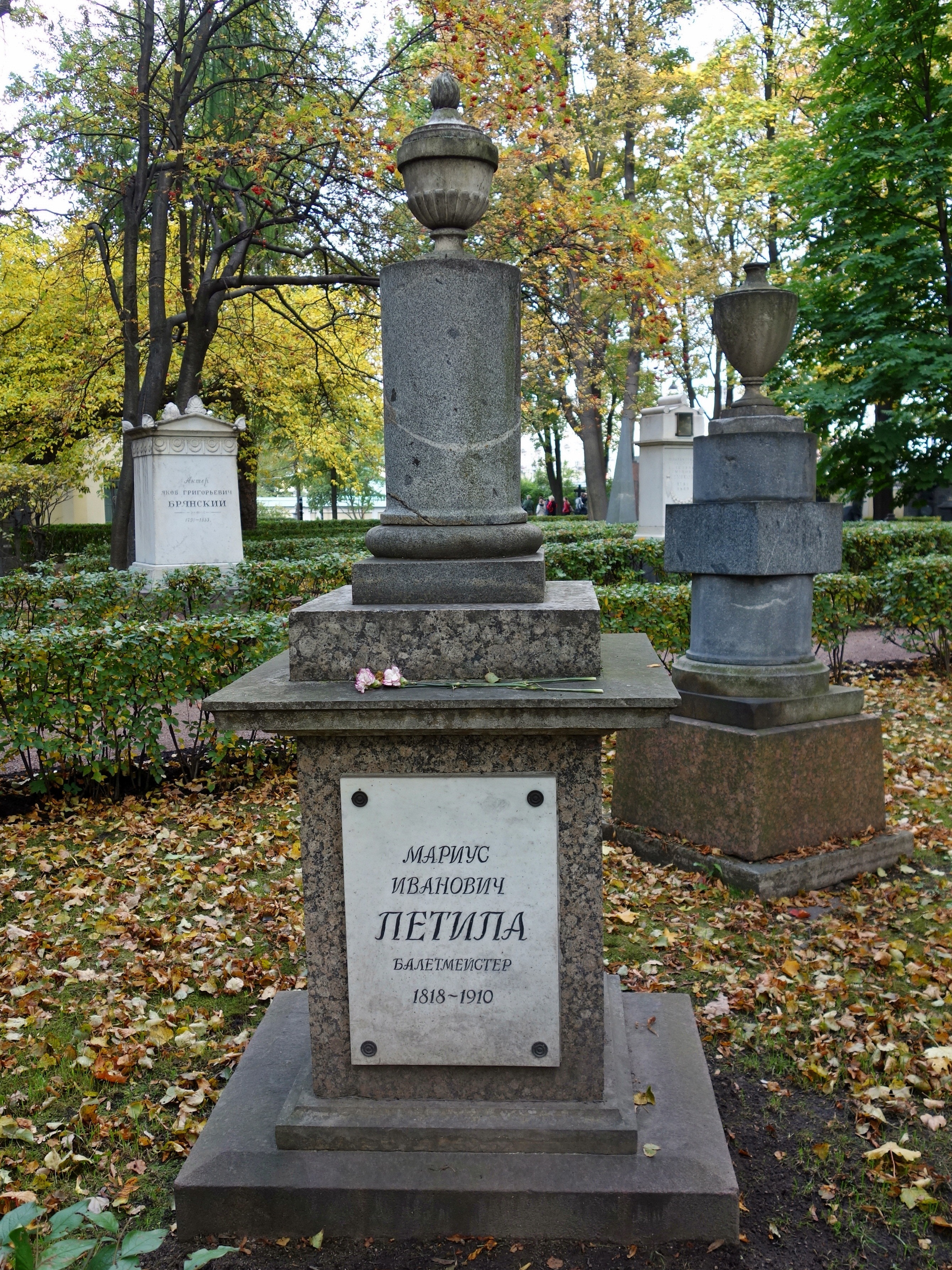
Grab von Marius Petipa

Ab 1877 lebte Marius Petipa mit der Tänzerin Ljubow Leonidowna Sawitskaja (1854–1919) zusammen; da er noch verheiratet war, konnten sie erst im Jahr 1882, nach dem Tode von Maria Surowschtschikowa-Petipa, heiraten. Mit seiner zweiten Frau Ljubow hatte Marius Petipa weitere sechs Kinder: Nadeschda (1874–1945), Evgenia (1877–1892), Victor (1879–1939), Ljubow (1880–1917), Marius (1884–1922) und Vera (1885–1961). Victor und Marius wurden ebenfalls Schauspieler wie ihr älterer Halbbruder. Seine vier jüngeren Töchter bildete Petipa zu Tänzerinnen aus, jedoch war keiner von ihnen eine bedeutende Ballett-Karriere beschieden.
Marius Petipa starb mit 92 Jahren am 1. Julijul. / 14. Juli 1910greg. in Hursuf. Sein Leichnam wurde nach Sankt Petersburg überführt und am 4. Julijul. / 17. Juli 1910greg. in der Familiengruft auf dem lutherischen Wolkowo-Friedhof beigesetzt, neben seinem Vater, seinem Bruder und seiner Tochter Evgenia. Bei der Beerdigung waren die Ballerinen Olga Preobrazhenskaya und Anna Pawlowa, sein langjähriger Lieblingstänzer Pawel Gerdt, sowie die Komponisten Riccardo Drigo und Alexander Glasunow anwesend. 1948 wurden seine sterblichen Überreste auf den Tichwiner Friedhof am Alexander-Newski-Kloster in Sankt Petersburg überführt, wo sich sein Grab bis heute befindet.

## Ballette von Marius Petipa
Die frühen Ballette, die Petipa laut eigenen Aussagen in Nantes, Bordeaux und Spanien kreiert haben will, sind bisher nicht nachweisbar. Sie werden trotzdem vollständigkeitshalber aufgelistet.

### Nantes (1839–1842)
- Le Droit du seigneur
- La petite Bohémienne
- La Noce à Nantes

### Bordeaux (1843–1844)
- La jolie Bordelaise
- L’Intrigue amoureuse
- La Vendange
- Le Langage des fleurs

### Madrid (1844–1847)
- Carmen et son toréro
- La Perle de Séville
- L’Aventure d’une fille de Madrid
- Départ pour la course des taureaux
- La Fleur de Grénade
- Farfarella ó la hija del infierno (von Jean Petipa ?)
- Alba-Flor la pesarosa (?)

### Russland (1847–1904)
Bei den doppelten Daten der Premieren steht das erste (spätere) Datum für den heute (und damals in Europa) gebräuchlichen gregorianischen Kalender, das zweite (frühere) Datum entspricht dem julianischen Kalender, der noch bis zum Beginn des 20. Jahrhunderts in Russland in Gebrauch war.

#### Revisionen von Balletten anderer Autoren
Mit einer Ausnahme (Paquita) werden nur die jeweils ersten Revisionen eines Ballettes durch Petipa aufgeführt; weitere, spätere Überarbeitungen werden nicht erwähnt.
Premieren am Bolshoi Kamenny Theater, Sankt Petersburg (wenn nicht anders angegeben !):
- (Paquita (?; von Joseph Mazilier). Zusammen mit Frédéric Malevergne. Musik: Edouard Deldevez. 8. Oktober/26. September 1847. Diese Version von Paquita darf nicht verwechselt werden mit Petipas eigentlicher Revision von Anfang 1882, mit den berühmten Einlagen von Léon Minkus.)
- Le Diable amoureux (als Satanella) (von Joseph Mazilier). Zusammen mit Jean Petipa. Musik: Napoléon Henri Reber, François Benoist und Konstantin Liadov. 22. Februar/10. Februar 1848.
- Léda, ou la Laitière Suisse (von Filippo Taglioni). Zusammen mit Jules Perrot und Jean Petipa. Musik: Adalbert Gyrowetz, Michele Carafa und Cesare Pugni. 16. Dezember/4. Dezember 1849.
- Giselle (von Jean Coralli und Jules Perrot). Zusammen mit Jules Perrot. Musik: Adolphe Adam und Cesare Pugni. 7. Februar/26. Januar 1850.
- Le Corsaire (von Joseph Mazilier). Zusammen mit Jules Perrot. Musik: Adolphe Adam und Cesare Pugni. 24. Januar/12. Januar 1858.
- La Somnambule (von Jean-Pierre Aumer). Musik: Ferdinand Hérold und Cesare Pugni. 21. Dezember/19. Dezember 1859.
- La Danseuse en voyage (nach Jules Perrot). Musik: Cesare Pugni. 16. November/4. November 1865.
- Faust (von Jules Perrot). Musik: Giacomo Panizza, Michael Costa, Niccolò Bajetti und Cesare Pugni. 19. November/7. November 1867.
- Catarina ou La Fille du Bandit (von Jules Perrot). Musik: Cesare Pugni. 13. November/1. November 1870
- Le Papillon (von Marie Taglioni). Musik: Jacques Offenbach und Léon Minkus. 19. Januar/7. Januar 1874.
- Ondine ou La Naïade et le Pêcheur (von Jules Perrot). Musik: Cesare Pugni. 7. November/27. Oktober 1874.
- Ariadne (von Wenzel Julius Reisinger). Musik: Yuli Gerber. 26. Dezember/14. Dezember 1878. Am kaiserlichen Bolschoi-Theater, Moskau.
- La Fille du Danube (von Filippo Taglioni). Musik: Adolphe Adam und Léon Minkus. 8. März/24. Februar 1880.
- La Vivandière (als Markitenka) (von Arthur Saint-Léon). Musik: Cesare Pugni. 20. Oktober/8. Oktober 1881.
- Paquita (von Joseph Mazilier). Musik: Edouard Deldevez und Léon Minkus. 27. Dezember/8. Januar 1882
- Pâquerette (von Arthur Saint-Léon). Musik: François Benoist und Léon Minkus. 22. Januar/10. Januar 1882.
- Coppélia (von Arthur Saint-Léon). Musik: Léo Delibes. 7. Dezember/25. November 1884.
- Le Diable à Quatre (als La Femme capricieuse) (von Joseph Mazilier). Musik: Adolphe Adam, Cesare Pugni und Léon Minkus. 5. Februar/23. Januar 1885
- La Fille mal gardée (oder La Précaution inutile) (von Paul Taglioni). Zusammen mit Lew Iwanow und Virginia Zucchi. Musik: Peter Ludwig Hertel, Ferdinand Hérold und Cesare Pugni. 27. Dezember/15. Dezember 1885

Premieren am Kaiserlichen Mariinski-Theater, Sankt Petersburg (wenn nicht anders angegeben):
- La Esmeralda (von Jules Perrot). Musik: Cesare Pugni. 29. Dezember/17. Dezember 1886.
- Fiametta (von Arthur Saint-Léon). Musik: Léon Minkus. 18. Dezember/6. Dezember 1887.
- La Forêt enchantée (von Lew Iwanow). Musik: Riccardo Drigo. 25. Juli/13. Juli 1889. Olga Insel, Peterhof.
- La Sylphide (von Filippo Taglioni). Musik: Jean Madeleine Schneitzhoeffer und Riccardo Drigo. 31. Januar/19. Januar 1892.
- Schwanensee (von Wenzel Julius Reisinger). Zusammen mit Lew Iwanow. Musik: Pjotr Iljitsch Tschaikowsky, revidiert und arrangiert von Riccardo Drigo. 27. Januar/15. Januar 1895.
- Das bucklige Pferdchen (als La Tsar-Demoiselle) (von Arthur Saint-Léon). Musik: Cesare Pugni und Riccardo Drigo. 18. Dezember/6. Dezember 1895.

#### Eigene Ballette
Premieren am Bolshoi Kamenny Theater, Sankt Petersburg (wenn nicht anders angegeben !):
- L’Étoile de Grenade. Musik: Cesare Pugni. 21. Januar/9. Januar 1855. Palast der Großherzogin Elena Pawlowna, Sankt Petersburg.
- La Rose, la Violette et le Papillon. Musik: Fürst Peter von Oldenburg (1812–1881) (Pjotr Georgjewitsch von Oldenburg). 20. Oktober/8. Oktober 1857. Palast von Peter von Oldenburg, Zarskoje Selo.
- Un Mariage sous la Régence. Musik: Cesare Pugni. 30. Dezember/18. Dezember 1858.
- Le Carnaval de Venise (Pas de deux für Amalia Ferraris). Musik: Cesare Pugni nach Niccolò Paganini. 24. Februar/12. Februar 1859
- Le Marché des Innocents ou Le Marché des Parisiens. Musik: Cesare Pugni. 30. April/23. April 1859
- Le Dahlia Bleu. Musik: Cesare Pugni. 24. April/12. April 1860
- Terpsichore. Musik: Cesare Pugni. 28. November/16. November 1861. Kaiserliches Theater, Zarskoje Selo.
- La Fille du Pharaon. Musik: Cesare Pugni. 30 Januar/18. Januar 1862
- La Beauté du Liban, ou l’Esprit des montagnes. Musik: Cesare Pugni. 24. Dezember/12. Dezember 1863.
- Florida. Musik: Cesare Pugni. 22. Januar/10. Januar 1866
- Titania. Musik: Cesare Pugni. 30. November/18. November 1866. Palast der Großherzogin Elena Pawlowna, Sankt Petersburg.
- L’Amour bienfaiteur. Musik: Cesare Pugni. 18. März/6. März 1868. Für Studenten der Kaiserlichen Ballett Schule (heute: Waganowa-Akademie), Sankt Petersburg.
- Le Roi Candaule. Musik: Cesare Pugni. 31 Oktober/17. Oktober 1868.
- L’Esclave. Musik: Cesare Pugni. 11. Mai/29. April 1869. Kaiserliches Theater, Zarskoje Selo.
- Don Quixote. Musik: Léon Minkus. 26. Dezember/14. Dezember 1869. Kaiserliches Bolschoi-Theater, Moskau.
- Trilby. Musik: Yuli Gerber. 6. Februar/25. Januar 1870. Kaiserliches Bolschoi-Theater, Moskau.
- Les Deux étoiles. Musik: Cesare Pugni. 12. Januar/31. Januar 1871.
- La Camargo. Musik: Léon Minkus. 29. Dezember/17. Dezember 1872
- Les Brigands. Musik: Léon Minkus. 6. Februar/26. Januar 1875.
- Les Aventures de Pélée. Musik: Léon Minkus und Léo Delibes. 30. Januar/18. Januar 1876
- Le Songe d’une nuit d’été (Ein Mittsommernachtstraum). Musik: Léon Minkus und Felix Mendelssohn Bartholdy. 26. Juli/14. Juli 1876
- La Bayadère. Musik: Léon Minkus. 4. Februar/23. Januar 1877
- Roxana, la beauté du Monténégro. Musik: Léon Minkus. 10. Februar/29. Januar 1878
- La Fille des Neiges. Musik: Léon Minkus. 19. Januar/7. Januar 1879.
- Frisac, ou la Double Noce. Musik: arrangiert von Léon Minkus nach Arien von Giacomo Meyerbeer, Giuseppe Verdi, Vincenzo Bellini und Gioacchino Rossini. 23. März/11. März 1879
- Mlada. Musik: Léon Minkus. 14. Dezember/2. Dezember 1879.
- Zoraïa, ou la Maure en Espagne. Musik: Léon Minkus. 13. Februar/1. Februar 1881.
- La Nuit et le Jour. Musik: Léon Minkus. 30 Mai/18. Mai 1883. Kaiserliches Bolschoi-Theater, Moskau. Zur Krönung von Zar Alexander III. und Maria Fjodorowna (Dagmar von Dänemark)
- Pygmalion, ou La statue de Chypre. Musik: Fürst Nikita Trubestkoi. 23. Dezember/11. Dezember 1883

Premieren am Kaiserlichen Mariinski-Theater, Sankt Petersburg (wenn nicht anders angegeben !):
- Les Pillules magiques. Musik: Léon Minkus. 21. Februar/9. Februar 1886
- L’Ordre du Roi. Musik: Arrangements von Albert Vizentini nach Arien von Johann Strauss Sohn, Léo Delibes, Daniel Auber, Jules Massenet und Anton Rubinstein. 26. Februar/14. Februar 1886
- L’Offrande à l’Amour. Musik: Léon Minkus. 3. August/22. Juli 1886. Zu Ehren von Zarin Maria Fjodorowna. Kaiserliches Theater, Schloss Peterhof.
- La Vestale. Musik: Michail Iwanow. 1. März/17. Februar 1888
- Le Talisman. Musik: Riccardo Drigo. 6. Februar/25. Januar 1889
- Les Caprices du papillon. Musik: Nikolai Krotkow. 17. Juni/5. Juni 1889. Kaiserliches Theater, Schloss Peterhof. Für die Hochzeit von Prinzessin Alexandra Georgijewna von Griechenland und Dänemark mit Großherzog Pawel Alexandrowitsch.
- Dornröschen (eigtl.: La belle au bois dormant). Musik: Pjotr Iljitsch Tschaikowsky. 15. Januar/3. Januar 1890.
- Nénuphar. Musik: Nikolai Krotkow. 23. November/11. November 1890.
- Kalkabrino. Musik: Léon Minkus. 25. Februar/13. Februar 1891
- Un conte de fées. Musik: (?) Richter. 16 April/4. April 1891. Für Studenten der Kaiserlichen Ballettschule, Sankt Petersburg.
- Der Nussknacker. Zusammen mit Lew Iwanow. Musik: Pjotr Iljitsch Tschaikowsky. 18. Dezember/6. Dezember 1892
- Cendrillon (als Zolushka). Choreografie von Lew Iwanow und Enrico Cecchetti unter Aufsicht von Petipa (!). Musik: Baron Boris Fitinhof-Schell. 17. Dezember/5. Dezember 1893
- Le Réveil de Flore. Musik: Riccardo Drigo. 9. August/28. Juli 1894. Kaiserliches Theater, Schloss Peterhof. Für die Hochzeit von Großherzogin Xenia Alexandrowna mit Großherzog Alexander Michailowitsch.
- La Halte de la cavalerie. Musik: Johann Armsheimer. 2. Februar/21. Januar 1896
- La Perle. Musik: Riccardo Drigo. 29. Mai/17. Mai 1896, Kaiserliches Bolschoi-Theater, Moskau. Für die Krönung von Zar Nikolaus II. und Zarin Alexandra Fjodorowna (Alix von Hessen).
- Barbe-bleue. Musik: Pyotr Schenck. 20. Dezember/8. Dezember 1896.
- Les Noces de Thétis et Pélée (Einakter-Kurzfassung nach Les Aventures de Pélée). Musik: Léon Minkus und Riccardo Drigo. 9. August/28. Juli 1897, Olga Insel, Schloss Peterhof.
- Raymonda. Musik: Alexander Glasunow. 19. Januar/7. Januar 1898
- Les Ruses d'Amour. Musik: Alexander Glasunow. 30. Januar/17. Januar 1900. Kaiserliches Theater der Eremitage, Winterpalast, Sankt Petersburg.
- Les Saisons. Musik: Alexander Glasunow. 20. Februar/7. Februar 1900. Kaiserliches Theater der Eremitage, Winterpalast, Sankt Petersburg.
- Harlequinade (eigtl.: Les Millions d'Arlequin). Musik: Riccardo Drigo. 23 Februar/10. Februar 1900. Kaiserliches Theater der Eremitage, Winterpalast, Sankt Petersburg.
- Les Elèves de Dupré (Einakter nach L’Ordre du roi). Musik: Riccardo Drigo, nach einem Pasticcio von Albert Vinzentini. 27. Februar/14. Februar 1900. Kaiserliches Theater der Eremitage, Winterpalast, Sankt Petersburg.
- Le Cœur de la marquise. Musik: Ernest Guiraud, mit gesprochenen Versen von Frédéric Febvre. 7. März/22. Februar 1902. Kaiserliches Theater der Eremitage, Winterpalast, Sankt Petersburg.
- Der magische Spiegel. Musik: Arseny Koreshchenko. 22. Februar/9. Februar 1903
- La Romance d'un Bouton de rose et d'un Papillon. Musik: Riccardo Drigo. Die Premiere war angesetzt für den 5. Februar/23. Januar 1904 im Kaiserlichen Theater der Eremitage, Winterpalast, Sankt Petersburg, hat aber nie stattgefunden (!).